# Albert Muret
 (février 2022).
Albert Muret, né à Morges le 1er juin 1874 et mort à Pully le 23 septembre 1955, est un peintre suisse.

## Biographie
À l'âge de 20 ans, Muret part pour Paris où il est élève de Gustave Courtois et d'Henri Carot qui l'initie à la verrerie.
De retour en Suisse, il s'installe dès 1904 à Lens en Valais et y construit une maison. Il peint une grande partie de son œuvre dans ce village et y consacre également quelques peintures et écrits à ses parties de chasse avec Charles Ferdinand Ramuz et menées par Joseph Bonvin de Chelin. Plusieurs personnalités, telles que Ramuz, René Auberjonois et Igor Stravinsky, ont séjourné dans sa demeure lensarde.
En 1919, il quitte le Valais et retourne en Lavaux .